# Convenção de Filadélfia

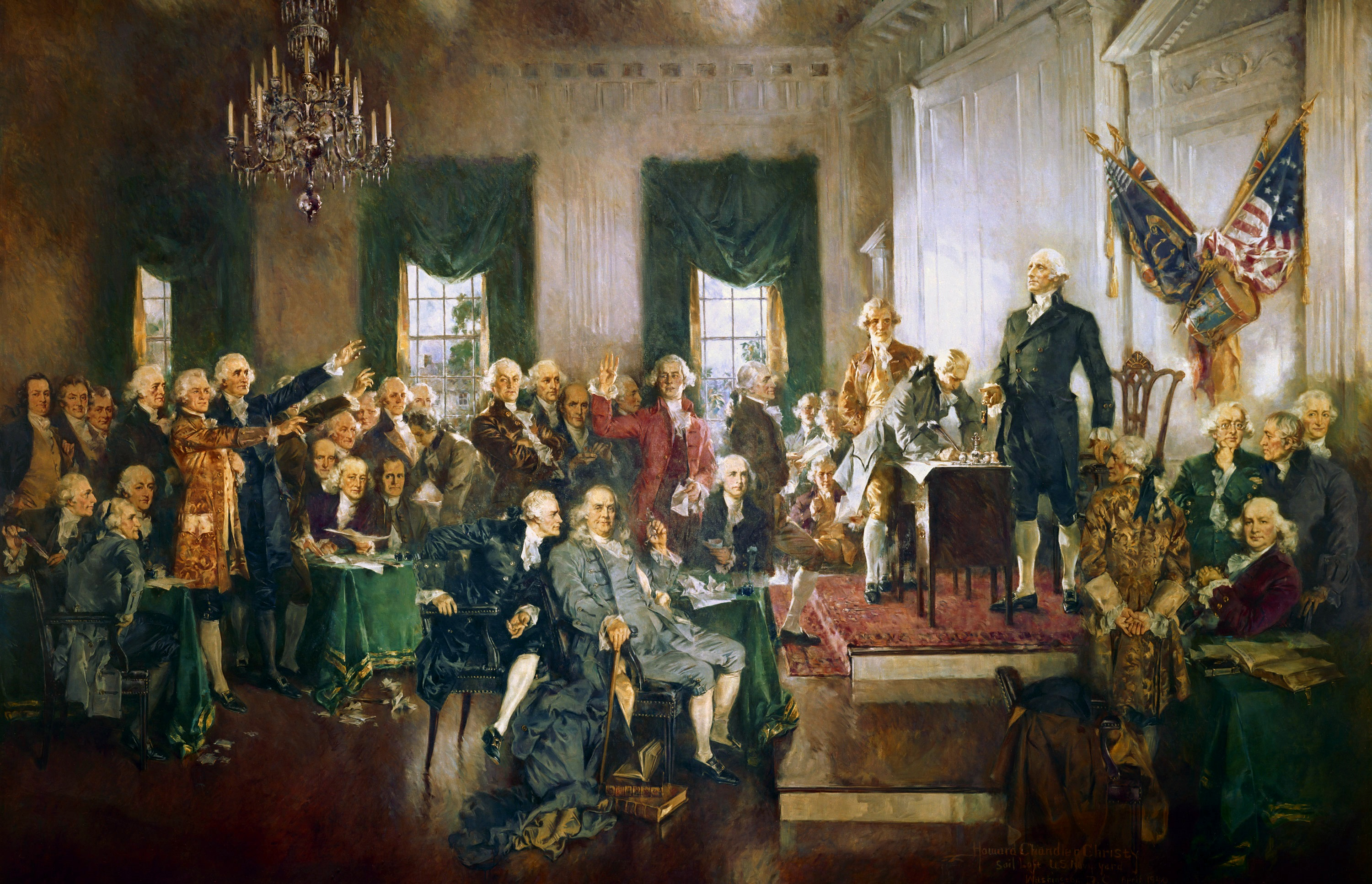
O momento de assinatura da Constituição dos Estados Unidos da América, por Howard Chandler Christy.

A Convenção de Filadélfia (também conhecida como a Convenção Constitucional, a Convenção Federal e a Grande Convenção de Philadélfia) foi uma reunião entre os dias 25 de maio e 17 de setembro de 1787, para resolver os problemas dos Estados Unidos da América, após a independência do Reino Unido da Grã-Bretanha. Ainda que a ideia fosse somente rever os Artigos da Confederação, a intenção de muitos proponentes da Convenção, principalmente James Madison e Alexander Hamilton, era a de criar um novo governo em lugar de "arranjar" o que já existia. Os delegados elegeram George Washington para que presidisse a convenção. O resultado da Convenção foi a Constituição dos Estados Unidos da América. A convenção é um dos eventos centrais na história dos Estados Unidos da América.

## Contexto histórico
Antes que se redigisse a Constituição, os Federalistas e os Anti-Federalistas colocaram-se de acordo quanto à ineficácia do governo para regular o comércio. Virgínia e Maryland chegaram a um acordo sobre como navegar pela baía de Chesapeake e regular os seus assuntos tributários e queriam que Delaware e Pensilvânia se lhes unissem. Semelhante acordo, contudo, era ilegal sem o consentimento do Congresso Confederal segundo o Artigo VI dos Artigos da Confederação. A frustração em relação ao acordo desencadeou na Convenção de Anápolis, onde só cinco estados se apresentaram para discutir possíveis remédios para o comércio. Na convenção, a data para Filadélfia fixou-se em 1787.
Três acontecimentos ocorreram e que incrementaram a legitimidade da Convenção de Filadélfia. Primeiro Nova Iorque vetou o plano de 25 anos de Robert Morris para incrementar as receitas depois de todos os demais estados estarem de acordo (mas muitos com reservas). A nação debatia-se com a necessidade desesperada de receitas para pagar dívidas externas à França e aos Países Baixos, aos soldados que lutaram contra os Nativos Americanos no oeste, e para os gastos gerais de dirigir o governo. O Imposto de 1786 solicitou 3,8 milhões de dólares e recebeu só 663 dólares em remessas. Segundo, a Rebelião de Shays sacudiu o país. A rebelião para capturar um arsenal em Massachusetts foi suprimida com relativa facilidade, mas as noticias do acontecimento assustaram as pessoas em todos os estados e expuseram as debilidades dos Artigos. Para arrematar, os bloqueios no país devido às dívidas demonstraram a debilidade dos Artigos e mostraram a incapacidade do governo para resolver o problema.

## Deliberações
A convenção celebrou-se na Câmara Legislativa do Estado da Pensilvânia durante o quente Verão de 1787. As frestas mantiveram-se fechadas e colocaram-se guardas de modo a que outras pessoas não pudessem ouvir as discussões. Rhode Island rejeitou enviar delegados à convenção.

### O plano Virgínia
O Plano Virgínia era a ordem do dia não oficial para a Convenção. A delegação de Virgínia chegou antes das outras delegações a Filadélfia e começou a reunir-se diariamente para falar sobre projetos para o novo governo. Todos, exceto a primeira resolução, foram escritos por James Madison, e foram relatados na Convenção por Edmund Randolph.
O plano incluía:
- Uma legislatura de duas câmaras;
- Os membros de ambas as Câmaras seriam determinados proporcionalmente;
- A Câmara Baixa seria eleita pela população dos vários estados;
- A Câmara Alta seria eleita pela Câmara Baixa nomeada pelos órgãos legislativos estatais;
- A legislatura teria bastante poder;
- Planeou-se um executivo, que existiria para assegurar que se realizasse a vontade da legislatura, e seria eleito pela legislatura;
- Formação de um corpo judicial (judicatura) com duração vitalícia;
- Um Conselho de Revisão consistente no executivo e algumas judicaturas nacionais e teria o poder de vetar e rever a legislação nacional;
- A legislatura nacional poderia vetar leis estatais.

### O plano Nova Jérsei
Alguns, como William Paterson, pensaram que se se desse demasiado poder ao governo, ou aos estados maiores, estes poderiam destruir os estados mais pequenos e tomar o controle da Câmara, e os estados menores teriam pouca influência em futuras questões no país. O Plano de Nova Jérsei era, em grande parte, uma resposta ao Plano Virgínia. Paterson relatou o plano à Convenção em 15 de junho. Este incluía:
- O atual Congresso mantinha-se, mas ganhava novos poderes. Por exemplo, o Congresso poderia impor impostos e forçar seu recolhimento;
- Criar-se-ia um executivo, decidido pelo Congresso (o Plano teve em conta um executivo multipessoal);
- O executivo serviria por um só mandato e estaria sujeito a ser retirado por petição de governadores estatais;
- Uma judicatura designada pelo executivo, com duração vitalícia;
- As Leis decretadas pelo Congresso teriam prioridade sobre leis estatais;
- A legislatura de uma só câmara daria a cada estado um voto.

### O Grande Compromisso
Roger Sherman era bem visto na convenção, e era respeitado por muitos dos outros membros. Na manhã de 11 de junho, Sherman propôs: "que a proporção de sufrágio na primeira câmara deverá corresponder ao respectivo número de habitantes livres; e na segunda câmara ou Senado, cada Estado deverá ter um voto e não mais." No princípio, esta proposta foi rejeitada como demasiado radical. Mais tarde, quando nenhuma das partes chegava a acordo, chegou-se a um compromisso, conhecido como o 'Grande Compromiso', seguindo o plano de Sherman de ter a Câmara dos Representantes dos Estados Unidos baseada na população, e no Senado cada estado conseguiria uma quantidade igual de Senadores. Este também foi conhecido como o 'Compromisso de Connecticut'.

## A escravatura
Muitas questões ficaram ainda por resolver. Entre as mais importantes estava o tema da escravatura. Os escravos eram perto de um quinto da população nas colônias americanas. A maior parte vivia nas colônias do sul, onde chegavam a 40 por cento da população. Se a escravatura se devia permitir e continuar sob a nova constituição era uma questão de conflito entre norte e sul, com vários estados do sul a rejeitar a entrada na união se a escravatura fosse proibida. Por isso não havia nenhuma discussão séria sobre a abolição da escravatura.
A questão relacionada com a escravatura mais discutível era a pergunta sobre se os escravos seriam tidos em conta como parte da população na determinação da representação no Congresso ou eram considerados como propriedade e sem direito à representação. Os delegados de estados com grande população de escravos defendiam a ideia que os escravos deveriam ser considerados pessoas na determinação da representação, mas como propriedade se o novo governo fosse impor impostos aos estados com base na população. Os delegados de estados onde a escravatura desaparecera ou quase desaparecera, defendiam a ideia de que os escravos deveriam ser incluídos nos impostos, mas não na determinação da representação.
Finalmente o Compromisso dos Três Quintos foi proposto polo delegado James Wilson e adotado pela convenção. Por este compromisso só três-quintos da população de escravos seriam contados para objetivos de enumeração tanto na hora da distribuição de impostos como na repartição dos membros da Câmara dos Representantes dos Estados Unidos.
Depois do Compromisso dos Três-Quintos, outra controvérsia surgiu: qual a postura do novo país sobre o tráfico de escravos, bem como sobre a importação de novos escravos para os Estados Unidos. Dez estados já haviam abolido o tráfico e muitos delegados denunciaram esse fato com fervor. No entanto três estados - a Geórgia e as duas Carolinas -, que o permitiam, ameaçaram abandonar a convenção se se proibisse o comércio. De fato, adiaram a decisão sobre comércio de escravos devido à sua conflituosa natureza. Os delegados na Convenção não quiseram que a sua ratificação falhasse devido ao conflito sobre a escravatura. Portanto, um comité especial acordou outro compromisso: o Congresso teria o poder de proibir a escravatura, mas não antes de que pelo menos passassem 20 anos (o que seria a partir de 1 de janeiro de 1808).

## Redação e assinatura
Em finais de julho, a convenção designou um comité para redigir um documento baseado nos acordos que foram alcançados. Depois de outro mês de discussão e refinamento, um segundo comitê, o Comitê de Estilo e Arranjo, encabeçado por Gouverneur Morris, junto com Alexander Hamilton, William Samuel Johnson, Rufus King, e Madison, elaboraram a versão final, que foi apresentada para assinatura em 17 de setembro. Morris é considerado na atualidade como o principal responsável pelo documento final, incluído o comovedor preâmbulo.
Nem todos os delegados estiveram satisfeitos com os resultados; alguns retiraram-se antes da cerimônia, e três deles permaneceram mas rejeitaram assinar: Edmund Randolph e George Mason da Virgínia, e Elbridge Gerry de Massachusetts, quer exigiam uma Carta de Direitos para que apoiassem a Constituição. A Bill of Rights foi finalmente elaborada e é considerada como o compromisso final da Convenção. Dos 39 que assinaram, provavelmente ninguém estava completamente satisfeito, mas essa é a natureza de um compromisso. As suas opiniões foram habilmente resumidas por Benjamin Franklin, que disse, "há várias partes desta Constituição que não aprovo agora, mas não estou seguro que nunca as aprovarei. [...] Duvido também se alguma outra Convenção que pudéssemos conseguir fosse capaz de fazer uma Constituição melhor. [...] Portanto surpreende-me, Senhor, encontrar um sistema que se aproxima tanto da perfeição como este; e creio que isto surpreenderá os nossos inimigos [...]".

## Os Delegados assistentes
Os 55 delegados que redigiram a Constituição incluíram a maior parte dos líderes mais destacados da nova nação, chamados Pais Fundadores. Thomas Jefferson, que estava em França durante a convenção, disse, "Isto é realmente uma assembleia de semideuses". Eles representaram uma ampla variedade de interesses, estados e classes na vida, mesmo que a grande maioria deles fossem proprietários ricos, e todos eram homens brancos. Havia trinta e dois advogados, onze comerciantes, quatro políticos, dois militares, dois doutores, dois professores/educadores, um inventor, e um agricultor. A Convenção foi sobretudo construída pela fé cristã incluindo Congregacionistas, Episcopalistas, Luteranos, Metodistas, Presbiterianos, Quackers, e Católicos Romanos. Thomas Jefferson e John Adams não assistiram; estavam no estrangeiro, na Europa, mas escreveram para casa para animar os delegados. O anticonstitucionalista Patrick Henry esteve também ausente, pois rejeitou ir já que disse "cheira a rato.".
- Carolina do Norte
  - Alexander Martin*
  - William Richardson Davie*
  - Richard Dobbs Spaight
  - William Blount
  - Hugh Williamson
  - Felipp

- Carolina do Sul
  - John Rutledge
  - Charles Pinckney
  - Charles Cotesworth Pinckney
  - Pierce Butler

- Connecticut
  - William Samuel Johnson
  - Roger Sherman
  - Oliver Ellsworth*

- Delaware
  - George Read
  - Gunning Bedford, Jr.
  - John Dickinson
  - Richard Bassett
  - Jacob Broom

- Maryland
  - James McHenry
  - Daniel of St. Thomas Jenifer
  - Daniel Carroll
  - John Francis Mercer*
  - Luther Martin*

- Massachusetts
  - Elbridge Gerry*
  - Nathaniel Gorham
  - Rufus King
  - Caleb Strong*

- Nova Hampshire
  - John Langdon
  - Nicholas Gilman

- Nova Jérsei
  - David Brearley
  - William Houston*
  - William Paterson
  - William Livingston
  - Jonathan Dayton

- Nova Iorque
  - Robert Yates*
  - Alexander Hamilton
  - John Lansing, Jr.*

- Pensilvânia
  - Thomas Mifflin
  - Robert Morris
  - George Clymer
  - Jared Ingersoll
  - Thomas Fitzsimons
  - James Wilson
  - Gouverneur Morris
  - Benjamin Franklin

- Rhode Island
  - Non designaron

- Virgínia
  - George Washington
  - Edmund Randolph*
  - John Blair
  - James Madison
  - George Mason*
  - George Wythe*
  - James McClurg*

- Geórgia
  - William Few
  - Abraham Baldwin
  - William Pierce*
  - William Houstoun*

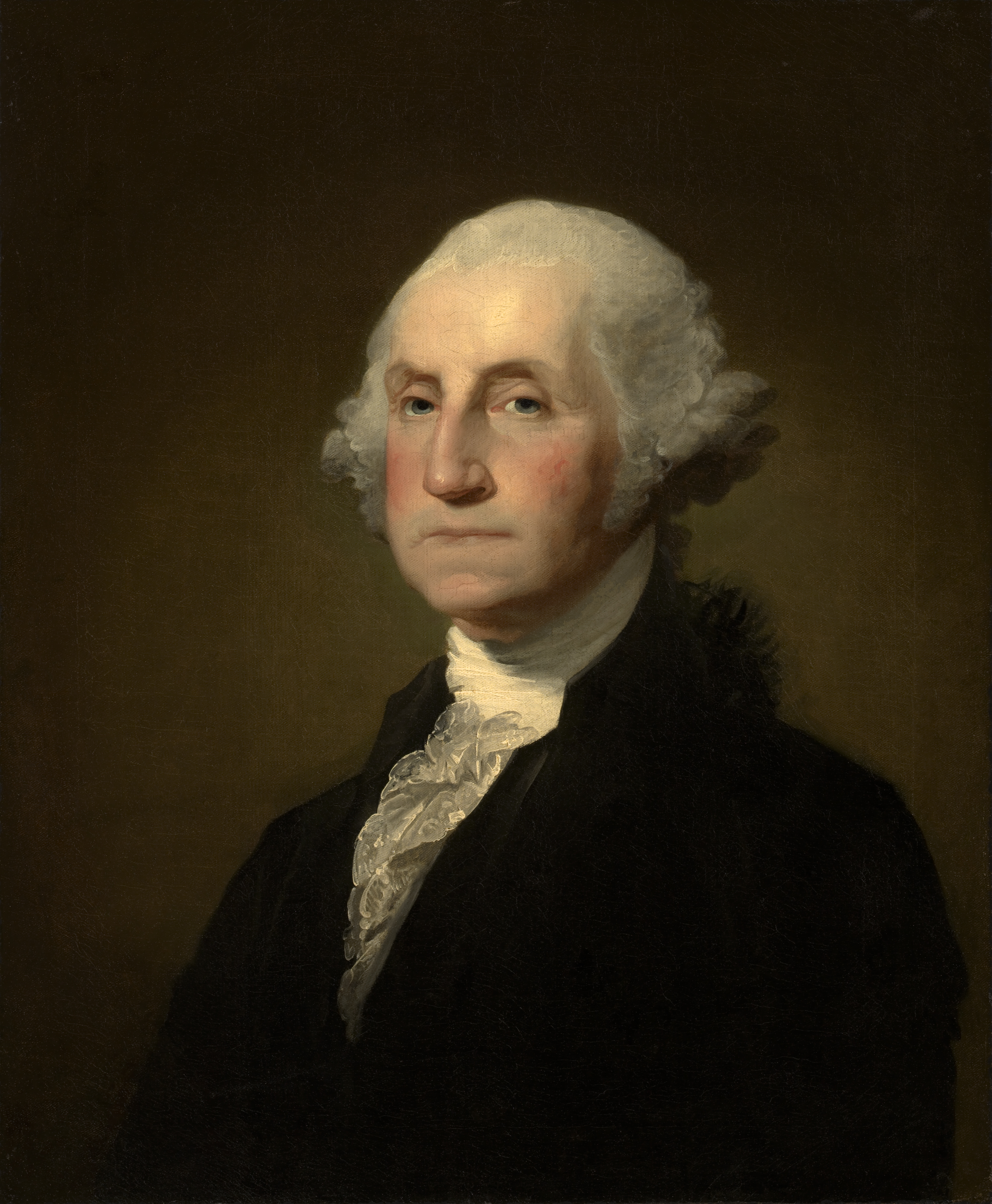
George Washington actuava como presidente da Convenção.

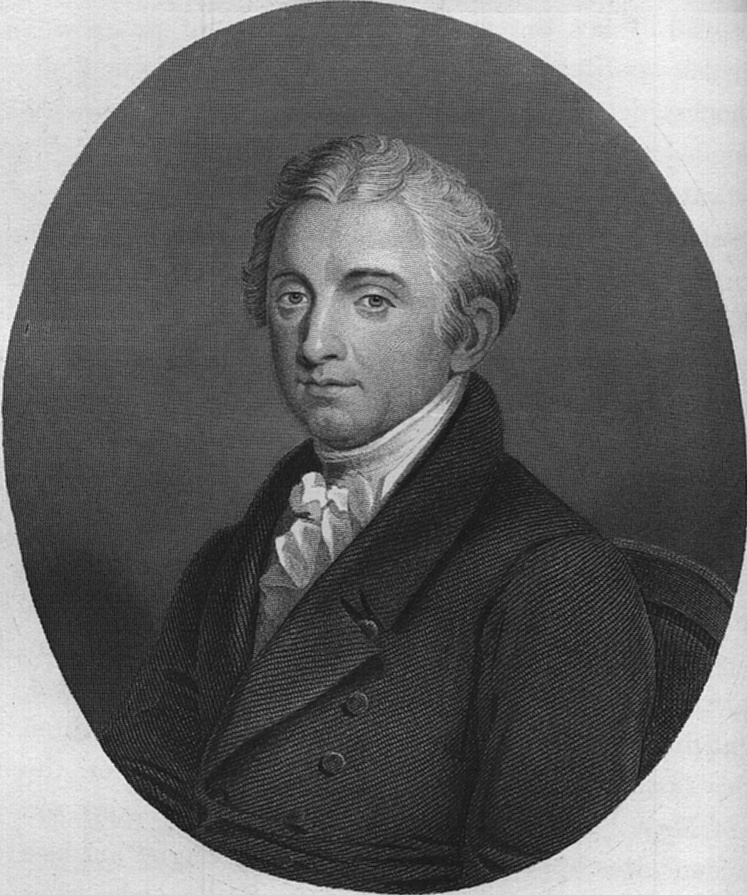
Gouverneur Morris, autor de grande parte de secções da Constituição, incluindo o Preâmbulo.

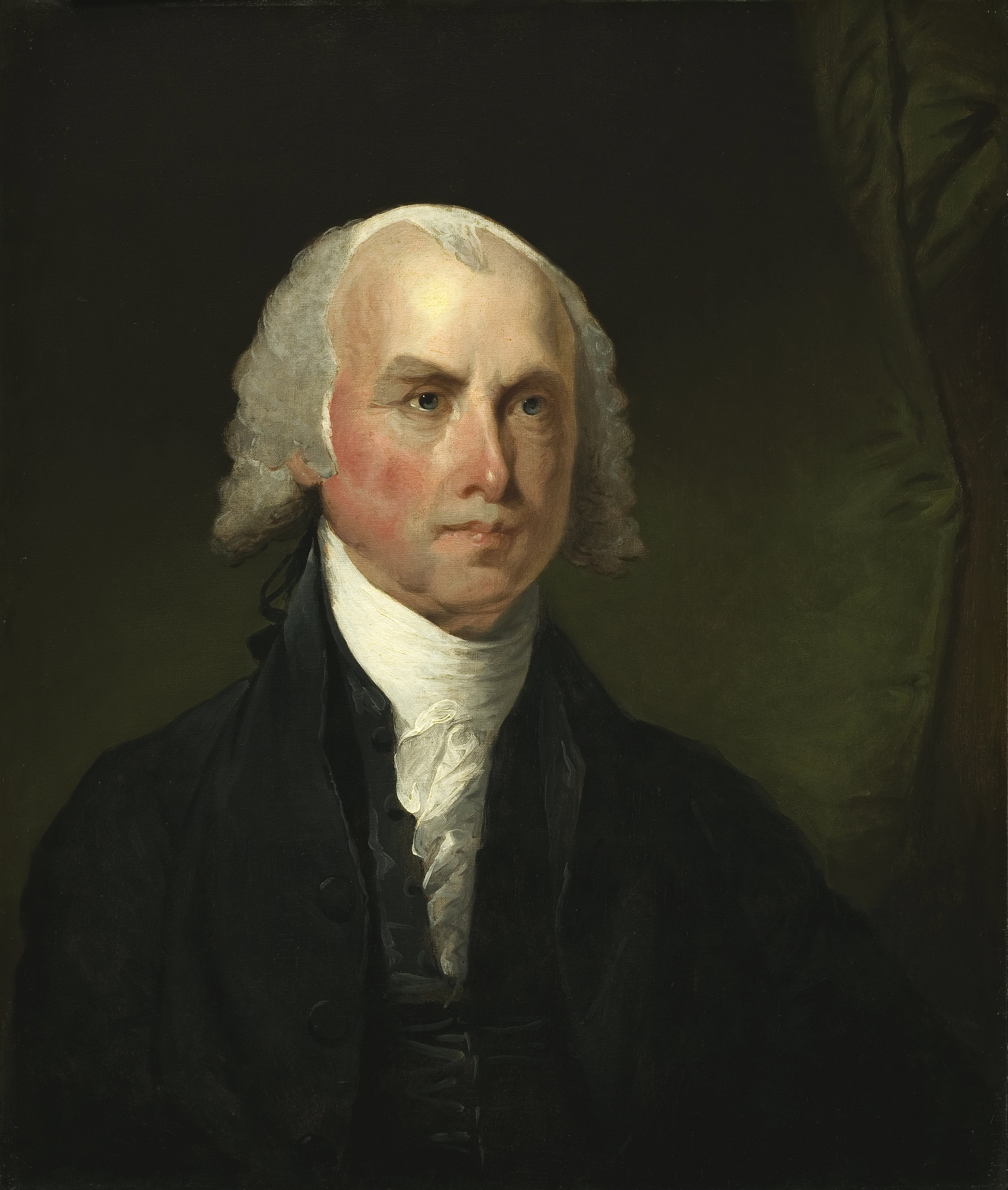
James Madison, tradicionalmente considerado como o "Pai da Constituição", tomando notas em pormenor das deliberações da Convenção.

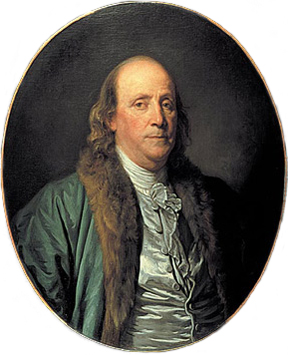
Benjamin Franklin foi o delegado mais velho na Convenção.

(*) Não assinaram o esboço final da Constituição dos Estados Unidos